# Wschód słońca (film)
Wschód słońca (ang. Sunrise: A Song of Two Humans) – amerykański melodramat filmowy z 1927 roku, będący pierwszym hollywoodzkim dziełem niemieckiego reżysera Friedricha Wilhelma Murnaua. Podstawą dla scenariusza była nowela Hermanna Sudermanna Podróż do Tylży.
Film otrzymał Oscara za najlepsze zdjęcia i najlepszy film roku. W 1989 roku film został jednym z pierwszych 25 filmów wprowadzonych do Narodowego Rejestru Filmowego Stanów Zjednoczonych jako „znaczących kulturowo, historycznie bądź estetycznie”.

## Fabuła
Kobieta z miasta przebywająca na wakacjach nad jeziorem poznaje mężczyznę mieszkającego w wiosce. Uwodzi go i zachęca do upozorowania śmierci żony podczas rejsu łódką, a następnie sprzedaży gospodarstwa. Pieniądze pozwoliłyby na wspólną przyszłość w mieście. Jednak w trakcie rejsu i próby morderstwa głównego bohatera dopadają wątpliwości i nie potrafi zrealizować planu. Przerażona żona ucieka do miasta ale skruszony mężczyzna podąża za nią i z powodzeniem przekonuje ją o swojej miłości. Pogodzeni małżonkowie miło spędzają cały dzień w mieście, ale gdy wieczorem wracają łódką do domu, nadciąga burza. Łódka wywraca się i oboje wpadają do wody. Mężczyzna dopływa do brzegu i jest przekonany, że jego żona utonęła, a pierwotny morderczy plan dopełnił się. W rozpaczy próbuje udusić inicjatorkę zdarzeń, ale w ostatniej chwili żona mężczyzny odnajduje się i małżonkowie powracają do szczęśliwego życia w gospodarstwie.

## Obsada
- George O’Brien jako mąż (Anses)
- Janet Gaynor jako żona (Indre)
- Margaret Livingston jako kobieta z miasta
- Bodil Rosing jako gosposia
- J. Farrell MacDonald jako fotograf
- Ralph Sipperly jako fryzjer
- Jane Winton jako manikiurzystka
- Arthur Housman jako podrywacz
- Eddie Boland jako podrywacz
- Barry Norton jako tancerz
- Sally Eilers jako kobieta w sali tanecznej
- Gibson Gowland jako wściekły kierowca

i inni

## Nagrody Akademii Filmowej
1. ceremonia wręczenia Oscarów
- najwyższa jakość artystyczna (najlepszy film)
- najlepsze zdjęcia − Charles Rosher i Karl Struss
- najlepsza aktorka pierwszoplanowa − Janet Gaynor
  - nominacja: najlepsza scenografia − Rochus Gliese